# Синявська Ірина Максимівна
Іри́на Макси́мівна Синя́вська  (нар. 12 лютого 1957, с. Вищеольчедаїв, Мурованокуриловецький район, Вінницька область, Українська РСР, СРСР — 24 жовтня 2020) — український шкільний педагог та державний діяч. Голова Житомирської обласної ради (з 27 квітня 2006 до лютого 2008 року), голова Житомирської обласної державної адміністрації (2005–2006).

## Біографія
Народилася 12 лютого 1957 року в с. Вищеольчедаїв на Вінниччині.
Закінчила Вінницький державний педагогічний інститут ім. М. Островського (1979 р.) та Українську академію державного управління при Президентові України (2003 p.).
Трудову діяльність розпочала у 1974 р. старшою піонервожатою середньої школи (с. Вищеольчедаїв Мурованокуриловецького району Вінницької області).
З 1979 р. до 1985 р. — вчитель історії Бродецької середньої школи (с. Бродецьке Козятинського району Вінницької області), вчитель історії і суспільствознавства, організатор позашкільної та позакласної роботи, заступник директора з навчально-виховної роботи Бердичівської школи № 2 (м. Бердичів Житомирської області).
У 1985–1992 pp. директор Бердичівської школи № 10 (м. Бердичів).
Упродовж 1992–1998 pp. — завідувач відділу освіти Бердичівського міськвиконкому Житомирської області. З 1998 р. по 2002 р. — заступник Бердичівського міського голови з питань діяльності виконавчих органів влади Житомирської області.
У 2002–2005 pp. — помічник народного депутата України П. І. Жебрівського.
З березня 2005 р. — заступник голови Житомирської обласної державної адміністрації.
З грудня 2005 р. — голова Житомирської обласної державної адміністрації.
На виборах 2006 р. обрана депутатом Житомирської обласної ради за списком виборчого блоку «Наша Україна».
27 квітня 2006 р. під час першого засідання Житомирської обласної ради V скликання обрана головою Житомирської обласної ради.
Померла 24 жовтня 2020 від коронавірусної хвороби.